# Philip Stanhope (2e comte Stanhope)
 (mai 2023).
Si vous disposez d'ouvrages ou d'articles de référence ou si vous connaissez des sites web de qualité traitant du thème abordé ici, merci de compléter l'article en donnant les références utiles à sa vérifiabilité et en les liant à la section « Notes et références ».
Philip Stanhope (15 août 1714 – 7 mars 1786) est un pair Britannique, titré 2e comte Stanhope.

## Biographie
Il est le fils de James Stanhope et Lucy Pitt, il succède à son père en 1721. Il est Fellow de la Royal Society en 1735, et a un intérêt pour les mathématiques. En tant que patron de divers mathématiciens, il est entré en contact avec Thomas Bayes, l'un des fondateurs de Inférence bayésienne.
Le 25 juillet 1745, il épouse Grizel Hamilton, fille de Charles Hamilton. Ils ont deux fils:
- Philip Stanhope, vicomte Mahon (24 juin 1746 – 6 juillet 1763)
- Charles Stanhope (1753-1816)